# Antonín Basler

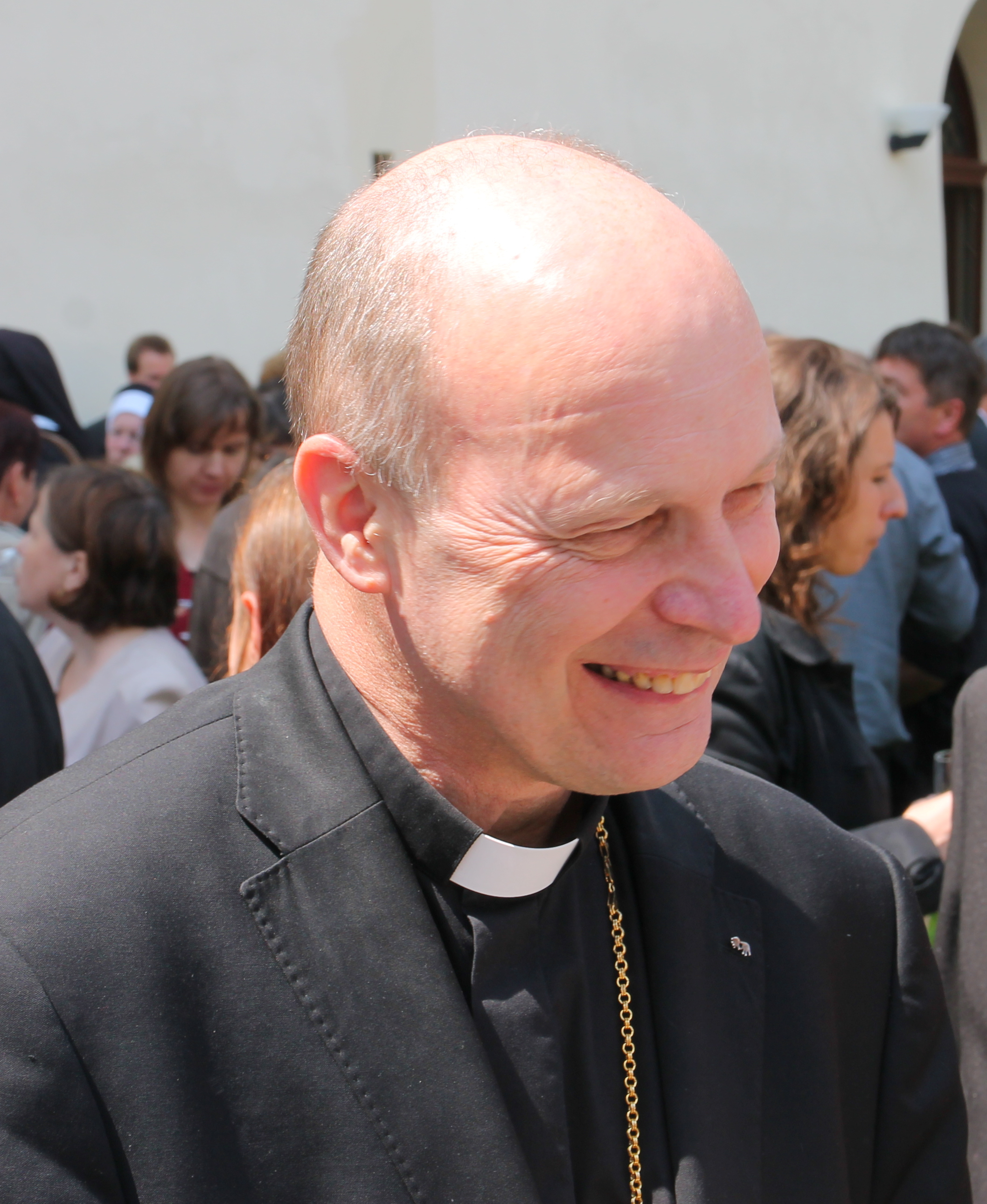
Antonín Basler (2018)

Bischofswappen von Antonín Basle

Antonín Basler (* 16. Februar 1956 in Šumperk, Tschechoslowakei) ist ein tschechischer Geistlicher und römisch-katholischer Weihbischof in Olmütz.

## Leben
Antonín Basler empfing am 30. Juni 1984 das Sakrament der Priesterweihe. Er war in der Pfarrseelsorge in Luhačovice, Vizovice, Horní Lhota und Bystročice tätig. In Vizovice war er zudem Dekan. Seit 1999 war er Pfarrer in Olmütz. Im selben Jahr wurde er zum Domkapitular des Olmützer Metropolitankapitels ernannt. Seit 2000 war er außerdem Kanzler der Diözesankurie.
Am 5. Juli 2017 ernannte ihn Papst Franziskus zum Titularbischof von Vaga und zum Weihbischof in Olmütz. Der Erzbischof von Olmütz, Jan Graubner, spendete ihm und dem mit ihm zum Weihbischof ernannten Josef Nuzík am 14. Oktober desselben Jahres die Bischofsweihe.  Mitkonsekratoren waren der emeritierte Olmützer Weihbischof Josef Hrdlička und der Bischof von Brünn, Vojtěch Cikrle.